# 名古屋市民会館

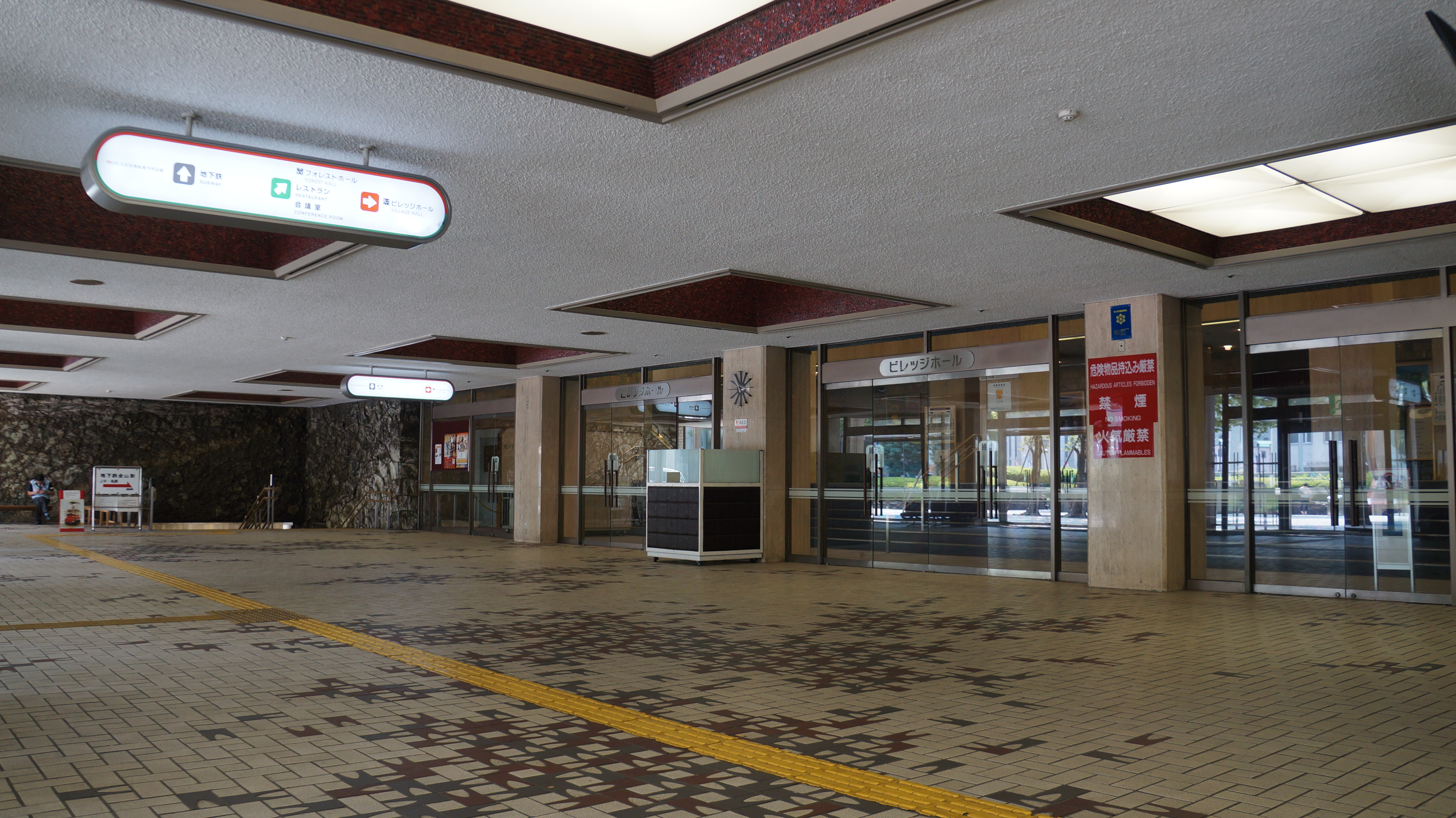
ビレッジホールの入口と地下鉄金山駅連絡口（奥）

名古屋市民会館（なごやしみんかいかん）は、愛知県名古屋市中区にあるホールおよび会議室等による複合施設。同市の副都心の1つである金山に所在し、金山駅に隣接する。
日本特殊陶業が市から命名権（ネーミングライツ）を取得し、2023年（令和5年）8月29日から愛称が「Niterra日本特殊陶業市民会館」になった（後述）。

## 概要
同市の人口200万人突破記念事業の一環として「芸術文化の振興及び市民福祉の向上を図るため」に建設された。名古屋市金山体育館の機能を熱田区の名古屋市体育館に移転した後、その跡地に建設された。2つのホールを主な施設としている。
1972年（昭和47年）10月1日の開館以来、内外のオーケストラ演奏会やポピュラー音楽、歌謡曲などのコンサートのほか、演劇、舞踊、講演会、式典などに利用されている。
フォレストホールは優良ホール100選に選ばれていたが、2016年（平成28年）3月に返上している。
その後、同会館北側に隣接する古沢公園に1300 - 1500規模のホールを新たに整備し、同会館については改築することになった。しかし2021年（令和3年）11月に、新型コロナウイルスの感染拡大を受けて、当初計画よりゆとりのある施設を整備するために一体開発が必要になったことにより、同会館は5年間程度使用不能の期間が生じる見通しとなった。このため、名古屋市内での大規模イベントの開催が困難になる可能性が示されている。2027年度閉館予定、建て替え後2035年度開業予定。

## 主な施設・座席数
ホール名の由来については、#日本特殊陶業を参照。
- フォレストホール（大ホール）：2,291席（4階層）
- ビレッジホール（中ホール）：1,146席（2階層）
- 第一リハーサル室
- 第二リハーサル室
- 楽屋
- 第一会議室
- 第二会議室
- 特別会議室

## 施設命名権

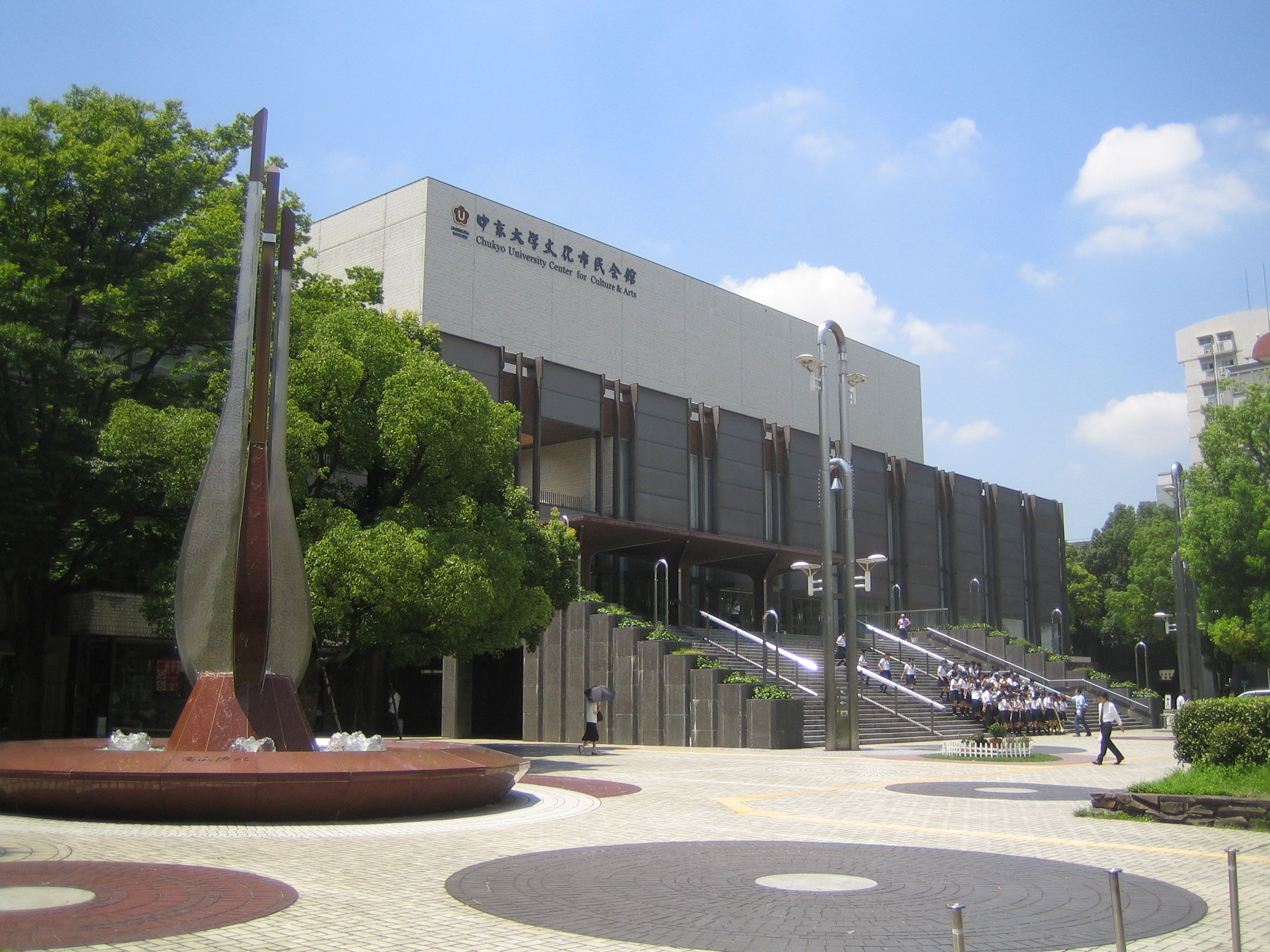
中京大学文化市民会館時代の外観

2007年（平成19年）6月、施設設置者の市は「名古屋市民会館」という呼称を名古屋市民会館条例に基く正式名称と見なしたうえで、愛称について命名権（ネーミングライツ）にもとづく売却を行うこととした。契約期間は5年間である。
まず、中京大学との契約がなされ、同年7月1日より愛称が「中京大学文化市民会館」となった。同契約が終了した後は引き続き日本特殊陶業が契約し、2012年（平成24年）7月1日からは愛称が「日本特殊陶業市民会館」に変更された。

### 中京大学
2007年（平成19年）4月16日、名古屋市ネーミングライツ選定委員会が、中京大学などを運営する学校法人梅村学園に同会館の愛称の命名権を売却することを承認し、5月上旬に市と同法人との間で正式契約が取り交わされた。契約期間は5年間、売却額は税別で1年につき5,000万円である。また、この売却代金には、1年につき大ホール5日分、中ホール5日分の利用料金も含まれている。
2007年（平成19年）7月1日から、契約に基いて同会館の愛称として「中京大学文化市民会館」（略称 : 中京大学会館）が付与された。ホール名称も変更され、大ホールが「オーロラホール」、中ホールが「プルニエホール」になった。「プルニエ」（フランス語：prunier プリュニエ）は、プルーン（西洋スモモ）の木のことであるが、梅村学園や市長は梅のことであるとしている。

### 日本特殊陶業
2012年（平成24年）4月9日、名古屋市は2012年（平成24年）7月1日からの命名権売却先を日本特殊陶業に変更することを発表し、愛称も「日本特殊陶業市民会館」に変更することとなった。契約期間および金額は、中京大学と同じである。各ホールの名称は同社が属する森村グループの「森」と「村」に因み、大ホールを「フォレストホール」、中ホールを「ビレッジホール」とした。2016年（平成28年）、2021年（令和3年）に再び更新、2025年（令和7年）3月31日までとなる。2023年5月から英社名を「Niterra」（ニテラ）にしたことから同年8月29日からNiterraを加えたNiterra日本特殊陶業市民会館に再度変更した。

## 新たな劇場の整備
名古屋市は2025年（令和7年）2月、「名古屋市新たな劇場の基本計画」を策定した。新たな劇場の整備は、金山駅周辺のまちづくりの核となるものである。
計画では、3つのホールと、創造・活動拠点機能、交流機能を設けることとなっている。第1ホールは客席数2,200席程度、第2ホールは1,500席程度、第3ホールは900席程度（スタンディング時収容人数1,800人程度）を想定している。
また、3つのホールのうち、第1ホール、第2ホールは現在の市民会館が位置する「古沢公園・市民会館エリア」に、第3ホールは「アスナル金山エリア」に整備する計画となっている。
計画上の想定スケジュールでは、2027年（令和9年）度に現市民会館を閉館、その後約7年かけて現市民会館の解体と、新たな劇場の設計・建設を行い、2035年（令和17年）度に開館する予定となっている。閉館期間中については、周辺地域の文化芸術活動の機運を絶やさぬよう、ホールの整備状況等を注視しながら、対応策を検討するとしている。

## 交通
- JR東海（東海道本線・中央本線）、名鉄（名古屋本線）、名古屋市営地下鉄（名城線・名港線） 金山駅（金山総合駅）より徒歩で約5分[17]。
  - 名古屋市営地下鉄の金山駅と当施設は「日本特殊陶業市民会館連絡通路」と称する地下通路で接続している。